# Der unheimliche Gast (Erzählung)
Der unheimliche Gast ist eine Erzählung von E. T. A. Hoffmann, die im fünften Abschnitt des dritten Bandes der Sammlung „Die Serapionsbrüder“ 1820 bei G. Reimer in Berlin erschien. Im Jahr 1819 war der Text von Hartwig Hundt in „Der Erzähler. Eine Unterhaltungsschrift für Gebildete“ bei Gottfried Hayn in Berlin vorabgedruckt worden.

## Inhalt
Der Serapionsbruder Ottmar (alias Julius Eduard Hitzig) liest vor:
Die Obristin von G., deren Tochter Angelika und Angelikas französische Gesellschafterin Mademoiselle Marguerite haben an einem stürmischen Abend im Spätherbst zwei junge Herren am Kamin zu Gast. Das sind der Rittmeister Moritz von R. und der Jurist Dagobert. Moritz hat im Juni 1813 in der Schlacht bei Viktoria gegen Napoleon gekämpft. Es sieht ganz so aus, als würden Angelika und Moritz ein Paar werden. Die Herren geben allerlei Spukgeschichten zum Besten. Als Moritz Gespenstisches erzählt, das seinem guten Freund und Kampfgefährten, dem livländischen Obristlieutenant Bogislav von S-en vor Jahren schon in Neapel widerfahren ist, springt die Saaltür „mit dröhnendem Gerassel“ auf und herein tritt „ein Mann, von Kopf bis zu Fuß schwarz gekleidet, bleichen Antlitzes, ernsten, festen Blickes“. Der unheimliche Gast erweist sich als „vielerfahrner, gebildeter Weltmann“.
Als bald darauf der Obrist von G. dahergeritten kommt, eintritt und sich endlich an jenem Kamin im Saal seines Anwesens aufwärmt, stellt er seiner Gattin den Gast als seinen teuren, treuen Freund Graf S-i vor und lacht herzlich. Man hat den italienischen, sehr reichen Freund, dem der Obrist so viel verdankt, für ein Gespenst gehalten.
Unter vier Augen setzt Dagobert seinen Freund Moritz ins Bild. Mademoiselle Marguerite sei auf Angelika eifersüchtig, weil Angelika von Moritz geliebt werde. Zudem werde die blutjunge Angelika von dem gealterten Unhold Graf S-i begehrt.
In einer Unterredung mit seiner Tochter wünscht der Obrist ihre Verbindung mit dem reichen Italiener. Angelika gesteht dem Vater ihre Liebe zu Moritz. Alles wird gut, so scheint es. Denn der großmütige Graf verzichtet – einfach so – auf Angelika. Marguerite hat somit Moritz verloren, nimmt Gift und wird vom Grafen ärztlich behandelt. Der Obrist und Moritz ziehen wiederum in den Krieg gegen Napoleon. Die Mademoiselle erholt sich und reist zusammen mit der Obristin und Angelika auf eines der Güter des Obristen. In Begleitung der drei reisenden Damen befindet sich – auf Wunsch des Obristen – der Graf, dieser „verschmähte Bräutigam“ und „ränkesüchtige Italiener“.
Während der Obrist die Schlachten glücklich übersteht und in die Heimat zurückkehrt, wird Moritz tot geglaubt. Die Obristin begreift nicht, weshalb die Tochter nach Erhalt der Hiobsbotschaft vom Hinscheiden des Geliebten den Grafen so rasch zum Gatten gewählt hat. Angelika kann das erklären: „Eine Geisterstimme sagt es mir unaufhörlich, daß ich mich ihm als Gattin anschließen muß.“
Marguerite reist ab. Der Graf stirbt endlich. Es scheint, als sei Angelika „von der höchsten Wonne durchdrungen“. Das junge Mädchen – so ihr behandelnder Mediziner – ist magnetisiert. Als Moritz – das Happy End naht – doch noch, freilich mit „bedeutender Kopfwunde“, zusammen mit Bogislav heimkehrt (Moritz war von Dagobert gesucht und gefunden worden), sagt er zu der erwachten Angelika: „Er [der Graf] hat dich verlockt durch satanische Künste.“
Bogislav, inzwischen zum General aufgestiegen, bedeutet dem erstaunten Obristen, auch ihm hatte der Graf vor Jahren in Neapel die teure Geliebte durch satanische Künste geraubt.
Auf seiner Suche nach dem verwundeten Freunde war Dagobert rein zufällig auf Marguerite gestoßen. Die Mademoiselle, so erwies sich, war mit dem Grafen im Bunde gewesen. Gemeinsam hatten beide die schlafende Angelika hypnotisiert.
Angelika heiratet Moritz. Wahrscheinlich erwartet sie von ihm ein Kind.

## Rezeption
- E. T. A. Hoffmann hat den Verriss des eigenen Textes gleich selbst besorgt.[3] Bekanntlich sind die Erzählungen der vorliegenden Sammlung von kurzen Gesprächen der Serapionsbrüder gerahmt.[4] Theodor – das ist E. T. A. Hoffmann – tadelt den Verfasser Ottmar unmittelbar im Anschluss an seinen Vortrag: „Mit dergleichen gespenstischen unheimlichen Gestalten, wie der fremde Graf, sind wir schon ein wenig stark geschoren worden, und es möchte schwer fallen, ihnen noch fürder Neuheit und Originalität zu geben. Der fremde Graf gleicht dem Alban in dem Magnetiseur.“[5]
- Etliche Details finden sich bei Segebrecht.[6] So werden zum Beispiel zwei Rezensenten ausführlicher zitiert, die den Text nach seinem Erscheinen ablehnen. In den „Heidelberger Jahrbüchern der Literatur“ wird 1821 zum einen die Moral der Geschichte kritisiert: „Wir fühlen uns recht eigentlich verwundet, wo wir die freye Willenskraft, das Fundament, worauf alle moralische Welt beruhet, angetastet sehen.“[7] Zum anderen wehrt sich Konrad Schwenck gegen die Vereinnahmung schwer erklärbarer Naturphänomene im Menschen durch die Poesie.[8] Aus Segebrechts Kommentaren[9] geht hervor, E. T. A. Hoffmann hat einige Werke Schuberts – zum Beispiel „Ansichten von der Nachtseite der Naturwissenschaft“ (Dresden 1808) und auch „Die Symbolik des Traumes“ (Bamberg 1814) – verwendet.
- „Gespenster-Hoffmann“[10]: Werner meint anno 1962: „Künstlerisch ist die Erzählung Der unheimliche Gast mißglückt“[11] und verweist auf Hegels Romantikerschelte wider überirdischer Kräfte und Mächte. Werner schreibt weiter: „In dem Grauen vor dem Übernatürlichen glaubte Hoffmann den Beweis für die Existenz einer dem Diesseits überlegenen höheren Wirklichkeit gefunden zu haben.“[12] Überdies dienten die magnetischen Phänomene dem Autor lediglich zur Erzeugung „greller Effekte“, wie Werner anhand der vom unbekümmerten Leser schwer überschaubaren Verflechtung von ganzen vier Handlungsebenen in der Erzählung zeigen möchte.[13] Zu jener nichttrivialen Textstruktur äußert sich auch Segebrecht[14].
- Nach E. T. A. Hoffmann habe sich der Mensch von der Natur entfernt. Folglich würden ihm natürliche Phänomene – wie der Magnetismus – abgründig erscheinen.[15]
- Feldges und Stadler[16] gehen auf den Mesmerismus in E. T. A. Hoffmanns Werk ein.
- Kaiser[17] nennt Arbeiten von Köhler (1972) und Wolfgang Trautwein (Wien 1980).

### Erstausgabe
- Der unheimliche Gast in: Die Serapionsbrüder. Gesammelte Erzählungen und Mährchen. Herausgegeben von E. T. A. Hoffmann. Dritter Band. Berlin 1820. Gedruckt und verlegt bei G. Reimer. 590 Seiten[18]

### Verwendete Ausgabe
- E. T. A. Hoffmann: Der unheimliche Gast. S. 722–772 in: Wulf Segebrecht (Hrsg.): E. T. A. Hoffmann: Die Serapions-Brüder. Deutscher Klassiker Verlag im Taschenbuch. Bd. 28. Frankfurt am Main 2008, ISBN 978-3-618-68028-4 (entspricht: Bd. 4 in: Wulf Segebrecht (Hrsg.): „E. T. A. Hoffmann: Sämtliche Werke in sieben Bänden“, Frankfurt am Main 2001)

### Sekundärliteratur
- Hans-Georg Werner: E. T. A. Hoffmann. Darstellung und Deutung der Wirklichkeit im dichterischen Werk. Arion Verlag, Weimar 1962.
- Rüdiger Safranski: E. T. A. Hoffmann. Das Leben eines skeptischen Phantasten. 2. Auflage. Fischer-Taschenbuch-Verlag, Frankfurt am Main 2001, ISBN 3-596-14301-2 (Lizenzgeber: Hanser 1984).
- Brigitte Feldges, Ulrich Stadler: E. T. A. Hoffmann. Epoche – Werk – Wirkung. C. H. Beck, München 1986, ISBN 3-406-31241-1.
- Gerhard R. Kaiser: E. T. A. Hoffmann. Metzler, Stuttgart 1988, ISBN 3-476-10243-2. (Sammlung Metzler; 243; Realien zur Literatur).